# Acanthodactylus blanci
Acanthodactylus blanci (біла гребнепала ящірка) — вид ящірок родини ящіркових (Lacertidae). Мешкає в Алжирі та Тунісі.

## Поширення і екологія
Білі гребнепалі ящірки мешкають в прибережних і внутрішніх районах на північному заході і північному сході Тунісу та на півночі Алжиру. Вони живуть в напівпустелях, порослих сухими чагарниками, на прибережних дюнах, в соснових лісах та на евкаліптових плантаціях, уникають скелястих місцевостей. Зустрічаються на висоті до 900 м над рівнем моря. Відкладають яйця.

## Збереження
МСОП класифікує цей вид як такий, що перебуває під загрозою зникнення. Acanthodactylus blanci загрожує знищення природного середовища.